# Pir, Satu Mare
Pir là một xã thuộc hạt Satu Mare, România. Dân số thời điểm năm 2002 là 1781 người.